# Segundo (álbum)
Segundo es el título del segundo trabajo discográfico, perteneciente a la cantautora argentina Juana Molina. Este material fue lanzado en diciembre de 2000 (luego reeditado en 2003 por Domino Records y en 2021 por Sonamos —sello discográfico de Juana Molina-) y fue nominado al premio al Mejor álbum de World Music en 2003, por la revista Entertainment Weekly.

## Contenido

### Antecedente y producción
Rara, el álbum debut de Juana Molina. grabado en Los Ángeles por el consagrado productor Gustavo Santaolalla y publicado por la flamante filial argentina de la poderosa MCA Records, no resultó como se esperaba para el lanzamiento musical de la flamante ex-actriz. Santaolalla intentó hacer de Juana una solista indie de acuerdo con los parámetros de MTV y transformó su sutil grupo en un trío estándar de lo que en aquel momento se conocía genéricamente como “rock alternativo”. Juana había compuesto y arreglado el repertorio; el resto de las decisiones que se oyen en el álbum las tomó el productor (sonido, intención). La oficina porteña de MCA cerró (o fue deglutida) y Rara –junto con su autora– quedaron en un limbo. 
No obstante, el álbum hizo, sin ningún tipo de apoyo por parte de la compañía que lo había editado, su trabajo de hormiga: en 1997 reciben la noticia de que había una emisora y un programa de importancia en la agenda musical de la ciudad de Los Ángeles que emitía a diario dos canciones del disco (“Rara” y “En los días de humedad”). La radio era KCRW y el programa Morning Becomes Eclectic de Chris Douridas. Al poco tiempo, ya que era la única ciudad del mundo donde su música existía, Juana, su marido y su hija decidieron mudarse a Los Ángeles. 
Chris Douridas no sólo puso la música de Juana en el éter de Los Ángeles, sino que como A&R de DreamWorks Records (fundada en 1996 por David Geffen y Steven Spielberg, entre otros, subsidiaria de DreamWorks Pictures) recomendó con fervor la posibilidad de producirle un nuevo disco. Douridas conectó a Juana con el productor John Baxter y ambos empezaron a trabajar en lo que en aquel momento denominaron “demo” con el inventario de canciones que la compositora había mudado desde Argentina. El trabajo con John Baxter para DreamWorks avanzó hasta que todos se toparon con la pared del idioma en las letras. Baxter se empeñaba en enseñarle inglés a Juana porque sostenía que debía cantar en ese idioma. Para Juana era una incomodidad, una ropa ajena. La revelación de que estaban en un camino sin salida ocurrió durante un show en McCabe’s, un negocio de venta de instrumentos de cuerdas en Santa Mónica. 
| Juana: Hice un show donde toqué algunas canciones de Rara y otras nuevas. Cuando terminó, la productora de KCRW, Ariana Morgestern, que hablaba castellano, me dijo: “No sabía que tu inglés era tan malo”. |

Con un precontrato firmado para la realización de un álbum, Juana  comenzó a producirle un disco a April March (proyecto de la cantante Elinor Blake), donde se reunía casi a diario en Santa Mónica. Una mezcla de coaching, servicios de songwriting y producción artística. Luego de un mes, la argentina empezó a notar que el proyecto evolucionaba de manera extraña. 
| Juana: A mediados de 1999, antes de nuestro primer viaje a LA, llegó un fax (¡un fax!) de una tal Elinor Blake, que había escuchado “En los días de humedad” en KCRW y quería que le produjera su nuevo álbum. Nos venía genial llegar con un propósito. En junio fuimos para allá y trabajé con ella durante más de un mes en su casa. Me instalé con mi ya inseparable Korg 01, le escribí canciones, le arreglé algunas suyas y que- damos en grabar cuando volviéramos a fin de año. Cuando volvimos, en noviembre, nos encontramos en un restaurant y ella nos dijo que ya había aprendido a producir sola y que ya no me necesitaba. “I’m so sorry”. |

Federico Mayol, mánager y por entonces marido de Juana, llamó a Kim Buie, la productora de April March, quien trabajaba para Palm Pictures, cuyo departamento discográfico estaba liderado por Chris Blackwell. 
| Federico Mayol: Teníamos firmado un pre-contrato por lo de April March. Asi que cuando pasa esto, la llamo a Kim Buie y le digo: “Nos mudamos a Los Angeles con un pre-contrato con Palm Pictures y ahora pasa esto”. Y ahí ella nos consiguió un presupuesto para hacer un demo, otro demo, con Ron Aniello. Ahí aparece Ron, que grabó “El desconfiado” en su estudio, todo old school, analógico. |

Devenido productor de Bruce Springsteen en la segunda década del siglo XXI, pero con una carrera que recién comenzaba en 1998, Ron Aniello entra a escena en esta secuencia de “la etapa Costa Oeste” de la historia de Segundo para producir algunas canciones con el objetivo de interesar a Chris Blackwell. 
| Ron Aniello: Yo no sabía nada de Juana, pero vino muy recomendada. Enseguida me encantó su voz, aunque nunca supe sobre qué estaba cantando. Por eso solo podía responder a su emoción y expresión. Su voz y sus melodías son una maravilla. Sus elecciones, como la forma en que usa una contraparte tonal en su teclado. Y el sentido del ritmo, típicamente sudamericano. Es arte verdadero, sin concesiones, sincero y sin pretensiones. Una verdadera artista. |

Los proyectos se desinflaban o directamente se caían, pero Juana en algún momento de este proceso entendió que lo que grababa de manera febril ya no eran demos, sino que allí ya estaba el disco, más allá del cómo, cuándo y dónde de su publicación.
| Juana: Empecé a componer como loca en una casa en Marina del Rey. Mi recuerdo en ese lugar es estar en el estudio todo el tiempo. Esperaba a que Francisca se durmiera y luego me ponía a grabar. Como empezaba tarde, muchas veces mientras grababa, me iba quedando dormida y muchas cosas se grabaron en un estado en el que los sonidos se mezlcaban con sueños. Por ejemplo, todo el final de “El pastor mentiroso”, se grabó así. Al día siguiente escuchaba lo que había hecho y no lo recordaba. La mayoría de las cosas que grabé en ese estado quedaron en el disco. Grababa infinidad de tracks hasta que en un momento me pregunté cómo iba a hacer para volver a grabar eso cuando fuera a un estudio de verdad. Ahí fue que me di cuenta de que todo lo que había hecho ERA el disco. Hubo un momento de pánico, porque pensaba que estaba todo mal grabado. Volví a grabar “¿Quién?”, porque estaba todo tan bajito que había más soplido que señal. Pero después de mucho ahínco me di cuenta de que la nueva versión, con un volumen y sonido perfectos, estaba muerta, había perdido el encanto de la primera. Entonces me di cuenta de lo que yo llamo “el fenómeno Kin tin tan": no importa cómo está grabado, lo importante es que viva, que tenga alma. Esa fue una de las decisiones más importantes que tomé y ocurrió a partir de ese momento. Yo lamento cuando algo está mal grabado, pero si lo demás está bien, lo dejo así. En esa casa de Los Angeles tomé consciencia de que hacer demos, era perderse la posibilidad de que quede esa primera intención, el momento en el que descubrís algo. |

Cerradas todas las posibilidades de editar su álbum en Estados Unidos y con la certeza de convertirse en ciudadana ilegal (junto al resto de su familia) tras el primer intento fallido de obtener la green card (cuya aprobación llegó unos meses después), Juana regresó a la Argentina en febrero del año 2000. Es posible pensar que en ese momento las canciones que integrarían Segundo ya estaban completamente compuestas y grabadas. Si bien el repertorio ya estaba listo, en Buenos Aires las grabaciones y sobregrabaciones continuaron. Juana revela que hay proyectos abiertos de Segundo en su Digital Performer hasta septiembre del año 2000. En esta etapa final, se reencontró con Alejandro Franov. 
| Juana: Fui a visitar a Ale que estaba viviendo en Pilar en la casa de un músico que tenía un estudio del estilo del mío. Cuando llegué, Ale empezó a tocar en joda lo que terminó siendo la introducción del Martín Fierro que no tenía nada que ver con la armonía inicial de la canción, que era más bien una payada moderna. Empecé a cantar adaptando la melodía a la nueva armonía y así fue como hice desaparecer sin dudar un segundo todos los arreglos de guitarra u otros sonidos armónicos que ya había grabado. Es decir que la intervención de Franov fue al comienzo y al final de Segundo. |

### Posproducción
Acaso el primer sello interesado en publicar Segundo fue Índice Virgen, de Sebastián Carreras, responsable además de sugerir una visita al búnker de Daniel Melero con el fin de emprolijar las decenas de capas sonoras que integraban cada track a lo largo de los 75 minutos que exigían casi en su totalidad la capacidad del CD. 
| Juana: Fuera de mi casa y de mis parlantes, el disco era imposible de escuchar. Lo fui a ver a Melero y me dijo que era mejor que llevara las sesiones abiertas, así no arruinaba la mezcla “aplastando” el audio. La idea era arreglar los instrumentos que necesitaban ayuda. Fuimos tema por tema. “Acá hay un conflicto con la guitarra y la voz”, me dijo Melero. Yo, que venía muy golpeada por intervenciones anteriores, dije “¿qué conflicto?, acá no hay ningún conflicto”, pero él se refería a unas frecuencias que se chocaban y hacía que la voz o la guitarra se embotara. Había problemas especialmente con los graves que yo no los había recortado nunca jamás. Y sí en cambio había recortado casi todos los agudos porque el Korg tenía muchísimo soplido. O simplemente porque yo no sabía grabar: “presión sonora”, “comprimir” son cosas que empecé a entender hace poco... No hay un solo ecualizador en el disco, yo no sabía qué era un ecualizador, sólo ese filtro que alguien me había dicho. Melero metió algunas ecualizaciones. John Baxter, que me había mezclado unos temas, con un sonido muy lindo, redondo y cálido, había cometido un error: había muteado la voz en los silencios, ni bien terminaba la última palabra de la frase, de manera tal que el soplido iba y venía y eso, una vez que lo detecté, ya no pude dejar de oírlo. Así que no me quedó otra que ponerme a remezclar, pero nunca me salió tan bien como a él. “¡Que llueva!” por ejemplo me quedó como el culo, no me gusta nada cómo suena ese tema, Baxter le había dado una redondez hermosa, intenté mejorar la mezcla para esta edición. Lo que hizo Melero fue un alumbrado, barrido y limpieza, Yo quería que en los créditos dijera: “Daniel Melero: ABL”, pero no quiso. Así que hubo que poner el aburrido “postproducción”. |

### Diseño y primera edición
El diseñador Alejandro Ros se había encargado de la tapa de Rara y desde entonces funcionó como un consultor estético para todos los proyectos de la cantante, además de hacerse amigos. Cuando Juana le mostró el disco casi terminado, Ros, naturalmente quiso hacer la portada y luego trajo la posibilidad de que el disco se publicara a través del sello Frágil. 
| Ros: No hubo ningún proceso para pensar la tapa. Hicimos lo de siempre: nos juntamos a jugar, experimentar, y de repente algo se presenta. |

La autoría de la icónica portada, no obstante, podría repartirse en partes iguales entre Molina, Mayol y Ros: la foto la tomó el diseñador en la casa de Pacheco y el decisivo encuadre fue una idea de Federico Mayol. 
| Ros: Le puse el pelo en la cara y click. No hubo ningún proceso posterior, ni retoques en la foto. Peor aún: la tapa es un reencuadre de un 30% de la foto original. No entendemos cómo dio tan bien la ampliación para el vinilo. La foto se hizo con una cámara pocket mía. La usaba para ir de viaje, en automático. No era una cámara profesional, yo no sé sacar fotos. |

Con la portada resuelta, la idea de publicar con Frágil (cuya precaria situación financiera parecía anticipar la crisis del 2001) comenzó a perder potencia. Sin embargo, la posibilidad de rechazar la oferta de Frágil significaba renunciar a la tapa por el doble compromiso –ético y laboral– que unía a Alejandro Ros con el sello. 
| Juana: Cuando le mostré el disco a Ale, me dijo: “La tapa te la hago yo, ¿no?”, “Por supuesto” le dije. Y un día nos encontramos en casa. Todos nos recomendaban que yo tenía que salir en la tapa por una cuestión comercial, pero yo no quería. Entonces Ale me tapó la cara con el pelo y listo, salió una foto hermosa que después Fede reencuadró tal como salió. Las cosas no iban tan bien en los arreglos con Frágil y decidimos no firmar con ellos, y ahí se armó la gran debacle: Ale no me quería dar la tapa porque la había hecho para Frágil y yo le discutía que él me había dicho que la iba a hacer mucho antes de que Frágil apareciera. Como la cosa no se arreglaba, Fede y yo decidimos volver a hacer la foto. No hubo caso, algo que parecía tan simple, como taparse la cara con el pelo, no salía. Ale y yo nos peleamos y yo firmé con tal de quedarme con la tapa. Un delirio que me costó carísimo, pero no me arrepiento. Esa tapa era clave. |

Segundo terminó publicándose por Frágil, básicamente, para no perder una idea gráfica que Juana siempre consideró in- separable de la música que contiene el disco. 
| Ros: Es un reflejo bastante fiel de la personalidad de Juana... y de su música: peluda y misteriosa, por eso siente tanta afinidad. |

Tras un periplo de cuatro años, en tránsito entre dos países, una media docena de cintas ADAT, dos carretes de cintas de 2 pulgadas, cuatro sellos discográficos, dos o tres posibles productores y –casi como acto premonitorio en relación con el quiebre que significaría el álbum en la carrera y la vida de Juana Molina– luego de que una tormenta de verano le derribara el ciprés que la acompañó desde su infancia en su casa de Pacheco, Segundo se publicó en diciembre del año 2000.

### Recepción argentina
Los catorce (o quince) surcos del álbum pasaron casi inadvertidos para el público consumidor de discos en Argentina. Tiene cierta lógica: la desconfianza con que era observada Molina en su nuevo rol de cantante y compositora luego de ser un éxito televisivo en los años noventa y la extrañeza de una propuesta casi sin precedentes en el ámbito del rock- pop, se amalgamaron para que su música no despertara demasiado interés en las audiencias locales. Si Rara había sido ignorado por la prensa, Segundo llamó la atención de críticos como Carlos Polimeni, Marcelo Panozzo y Oscar Jalil, aunque el público no reaccionó con el mismo entusiasmo. 
La música de Segundo tenía pocas chances de insertarse en una escena local dominada por el rock de estadios de grupos que habían hecho su aparición en el inicio de la década. Las miniaturas artesanales de Juana tampoco encontraron su lugar en las FM dedicadas a los grandes éxitos del rock nacional o al mainstream más conservador del género. Finalmente, tampoco era un buen momento para vender discos en el territorio argentino: de la mano de la crisis financiera, la cadena de disquerías que concentraba casi el 50% del mercado (Musimundo) comenzó su etapa que desembocaría en la quiebra y posterior venta. 
Fue en ese preciso momento en que Molina recuperó la propiedad de Segundo, algo que para el futuro de su carrera terminó siendo una bendición. 

### Éxito en Japón
| Juana: Un día nos cruzamos con Santiago Vázquez y me contó que estaba yendo a llevarle sus discos a un señor llamado Mizutani que enviaba música argentina a Japón. “Si querés dame un disco y se lo llevo”. “Bueno”. Mayol: A los pocos días de firmar la rescisión del contrato con Frágil, nos pidieron 25 discos para Japón. Juana: Luego nos pidieron cien y más tarde hubo un pedido de mil discos. Los tuvimos que fabricar especialmente, claro. Digamos que en ese momento arrancó Segundo, gracias a Kepel Kimura. |

Para mediados de 2002, de cada diez ejemplares vendidos de Segundo, nueve se despachaban a Japón. Con semejante estadística, el aterrizaje de Juana en Tokio no tardaría en concretarse. Ocurrió en agosto de 2002. Aquella primera gira japonesa (que desde entonces se repetiría religiosamente cada año) se extendió durante tres semanas e incluyó una presentación en el True People Celebration Festival con cartel compartido con, entre otros, Medesky, Martin & Wood y la Sun Ra Arkestra (el día anterior también hizo su show en el lanzamiento del festival en un hotel de Tokio, antes de Hermeto Pascoal). Luego se fue de gira promocional por varias ciudades de la isla.
| Juana: En un momento, Kepel me dijo “Vamos a ir a tocar a Tower Records de Shibuya”. Tower Records todavía hoy es un edificio de siete pisos en el centro de Tokio. Llegamos y en la entrada veo una foto gigante de Segundo. Gigante. Y luego veo que el disco estaba en casi todos los pisos, porque lo habían puesto en un montón de bateas distintas: rock, avant garde, latin, world music, experimental, etc. Cuando vi ese afiche en Tower entendí todo. Un lugar donde habitualmente estaban Madonna o Björk. |

### Domino Records y reedición internacional (2003)
De regreso al país tras la primera gira por Japón, en octubre de 2002 Tres cosas –compuesto, grabado, producido y editado por Molina en su estudio de Pacheco– se distribuyó en Argentina. En esta misma época y en el estado de Kentucky (Estados Unidos), Laurence Bell –presidente del sello inglés Domino Records– se exponía a la música de Segundo de un modo singular. 
| Laurence Bell: Recuerdo perfectamente dónde estaba cuando escuché por primera vez la música de Juana Molina. Estaba en un automóvil en Louisville, Kentucky, con Will Oldham (también conocido como Bonnie “Prince” Billy) y Dan Koretzky (fundador de Drag City Records). Había ido a Louisville para la boda de [el ex-intengrante de Silver Jews] David Berman y su esposa Cassie. Fue al día siguiente de la boda. Will y Dan pusieron una música maravillosa en el estéreo del auto y, desde el asiento trasero, les pregunté qué era. “Juana Molina”, me dijeron. Sonaba fresco, moderno y exótico. En esa época estaba luchando por encontrar cosas para el sello que fueran emocionantes. Y esa música me emocionó, tan simple como eso. Me anoté que debía conseguirme una copia del disco. |

Al poco tiempo, Bell mandó un correo electrónico a la dirección que, evidentemente, sacó del booklet del ejemplar de Segundo propiedad de Bonnie “Prince” Billy.
La edición de Domino de Segundo (en CD y doble vinilo) se publicó en junio de 2003. Un mes más tarde, apareció la crítica en Rolling Stone USA y en diciembre en la página de discos del New York Times. 

### Recepción internacional y reedición 21° aniversario
| Laurence Bell: Fue muy bien recibido por la prensa y el público, tanto en Europa, como en Estados Unidos y también en Japón. Quizás porque no era estrictamente rock. Era algo nuevo, diferente y único. Domino siempre estuvo interesado en encontrar nuevos artistas para respaldar y lo que Juana estaba haciendo encajaba perfecto con nuestra ideología y nuestra estética de ese momento. |

“La actriz de televisión argentina Juana Molina cambió de carrera a mediados de los 90 y realizó un disco de rock antes de tropezar con las curiosas, solitarias y brumosas dimensiones del sonido que se oyen en Segundo. [...] Partes de Segundo son somnolientas e íntimas, tan modestas como la pose de Molina en la portada [...]. Otras, como ‘Mantra del bicho feo’, se convierte en música de baile firme, compacta y arremolinada. [...] Es difícil saber de dónde viene exactamente: es realmente original”, publicó, por ejemplo, el crítico Ben Ratliff en The New York Times. Ratliff también relacionaba el acercamiento electro-folk que recorre Segundo de principio a fin con la cantante británica Beth Orton, colocando así un eslabón más a una larga serie de esfuerzos por parte de la crítica en relacionar la música de la argentina con artistas del hemisferio norte. La lista, además del ejemplo de Beth Orton, incluye a nombres como Massive Attack, Stereolab o el curioso concepto de “la Björk rioplatense” que circuló especialmente en la primera década de los 2000. A fines del 2003, fue nominado al premio al Mejor álbum de World music en 2003, por la revista Entertainment Weekly.
En el 2021, Segundo fue reeditado por el sello Sonamos (fundado por Juana Molina y Mario Agustín de Jesús González), producción que fue licenciada al sello belga Crammed Discs. Para esta ocasión -a diferencia de la reedición del 2003-, Juana recurrió a las mezclas originales del disco y rearmó el máster manteniendo el sonido original y corrigiendo algunos errores presentes en la edición original y reedición del 2003 (cuya edición en vinilo fue hecha a partir del máster de CD). El vinilo doble se acompañó de un enorme libro de 16 páginas, con fotos y la historia de Segundo, escrita por el periodista argentino Roque Di Pietro. 
La emblemática revista inglesa Mojo le otorgó 4/5 estrellas: "Esta amorosa pero rigurosa remasterización devuelve el impacto de lo nuevo a un disco que ha envejecido asombrosamente bien. Segundo es hechizante, combinando la frondosa intimidad de las mejores grabaciones de la era de Laurel Canyon de Joni Mitchell o Graham Nash con las innovaciones tecnológicas de vanguardia de Delia Derbyshire." Por su parte, la revista Uncut le otorgó 9/10 estrellas, mientras que The Wire declaró que "Segundo sigue siendo una obra maestra" Vinyl District ubicó a la reedición en vinilo en el puesto número 35 entre las 100 mejores reediciones del 2021.

### Gira con David Byrne
Si el nacimiento de Segundo en el año 2000 estuvo atravesado por múltiples accidentes de diversos órdenes, para el 2003 el álbum ya parecía atraer todas y cada una de las situaciones signadas por la buena estrella. A la excelente recepción japonesa, la edición de Domino y las críticas publicadas en los medios más poderosos a los que un álbum de música popular puede aspirar, se le sumó el hecho casi fortuito de que el algoritmo de una web de venta de discos le recomendó Segundo a David Byrne, mientras este acababa de adquirir un CD de Sigur Rós. Byrne compró, y le gustó tanto que invitó a la artista a ser su telonera para el tramo este de su gira Grown Backwards en Estados Unidos. 
| David Byrne: La voz de Juana, obviamente, fue lo primero que me atrapó. Después, los teclados tocan notas algo disonantes, no de un modo abrasivo o agresivo, sino de una manera que hace que el tono sea un poco tormentoso y borroso. Recién cuando entra la voz es que podés determinar una tonalidad. La música es suave, pero también inquietante. Da la apariencia de ser relajante, pero en realidad no lo es. Incluso las voces susurradas son bastante subversivas. Hay referencias al 99 Cents Store y a las casas modernistas de Schindler y Neutra en Los Angeles, que Juana llevó a su madre a visitar. ¡Yo había hecho más o menos lo mismo con amigos cuando viví brevemente en Los Angeles! Fue un tour divertido. Una vez vi a Juana haciendo su prueba de sonido y le cantó sus instrucciones al ingeniero: incluso esa situación podía ser un acto creativo para ella. La música de Juana y su presencia no se pare- ce a nadie, en ningún lado. Los anglosajones no tuvimos conexión con la actriz, solo la conocimos como una compositora e intérprete muy extraña y creativa. ¿Podría eso ayudar a explicar su popularidad en Estados Unidos, Europa o Japón? Puedo entender por qué fue difícil para ella ser aceptada en Argentina; siempre es difícil cuando te conocen por una cosa y luego haces otra. A veces tengo el mismo problema, pero el tiempo les da a todos una perspectiva. |

## Lista de canciones
1. «Martín Fierro»
2. «¿Quién?»
3. «El perro»
4. «¡Que llueva!»
5. «La visita»
6. «Quiero»
7. «Mantra del bicho feo»
8. «El desconfiado»
9. «El zorzal»
10. «El pastor mentiroso»
11. «Misterio uruguayo»
12. «Vaca que cambia de querencia»
13. «Medlong»
14. «Sonamos»
15. «The wrong song» (Bonus track)

## Créditos
- Juana Molina: Voces, guitarras, teclados, composiciones, grabación y mezcla.
- Alejandro Franov: Teclados en "Martín Fierro" y "Mantra del bicho feo"; voces en "Misterio uruguayo".
- Ron Aniello: Dulcimer, sampling, percusión, secuencias y mezcla en "El desconfiado".
- David Miner: Bajo en "El desconfiado".
- Fernando Kabusaki: “bocinas” con guitarra en "Sonamos".
- John Baxter: Mezcla.
- Daniel Melero: Postproducción.
- Alejandro Ros: Diseño de portada.
- Mario Agustín de Jesús González: Producción de la reedición 21° aniversario (2021, Sonamos & Crammed Discs).
- Patricio Claypole: Digitalización de cintas de 2" para la edición 21° aniversario (2021, Sonamos & Crammed Discs)
- Daniel Osorio: Remasterización de la edición 21° aniversario (2021, Sonamos & Crammed Discs)

"Martín Fierro": música de Juana Molina y Alejandro Franov con versos del Martín Fierro de José Hernández.
"Mantra del bicho feo" música de Juana Molina y Alejandro Franov
"El pastor mentiroso": letra de Juana Molina y Federico Mayol